# Sacha Horler
Sacha Horler (Sydney, 12 de Fevereiro de 1970) é uma atriz australiana. Ela é mais conhecida por interpretar Helen no programa "Grass Roots".

## Filmografia
- Billy's Holiday
- Water Rats
- Black Rock
- Murder Call
- Praise
- Babe: Pig in the City
- Soft Fruit
- Grass Roots
- My Mother Frank
- Walk the Talk
- Russian Doll
- Chang
- Secret Bridemaid's Business
- Halifax f p:It takes two
- Farscape
- Travelling Light
- CrashBurn
- Syntax Error
- Go Big
- Look Both Ways
- The Illustrated Family Doctor
- BlackJack: The Ace Point Game
- Love my way